# Faith Off
«Faith Off» (с англ. — «Неверующий») — одиннадцатый эпизод одиннадцатого сезона мультсериала «Симпсоны». Впервые вышел в эфир 16 января 2000 года.

## Сюжет
На вечере выпускников Спрингфилдского университета Гомеру на голову падает ведро с клеем. Никто не может снять его с Гомера, поэтому Мардж приходится сделать Гомеру дырки для глаз, чтобы её бедный муж мог хоть что-то видеть. На ярмарке выступает мужчина, который убеждает всех, что Барт обладает силой исцелять людей благодаря вере в Бога. В доказательство того, что Барт обладает волшебной силой, тот предлагает мальчику снять ведро с головы Гомера. На удивление всех, включая самого Барта, ведро снято и Гомер свободен. Барт начинает верить в свою божественную силу и начинает «исцелять» жителей Спрингфилда. Но вскоре случилась беда: Барт разбивает очки Милхауса для того, чтобы вылечить его близорукость, но его синеволосый друг всё равно не может видеть без очков и едва не попадает под грузовик, который Милхаус принял за собаку. Чувствуя себя виноватым, Барт заканчивает свою карьеру целителя. Тем временем Гомер готовит платформу для выступления в перерыве матча по футболу с участием Спрингфилдского университета. Но во время выступления он отвлекается и случайно ранит одного из игроков: лучшего нападающего Антона Лубченко. Жирный Тони грозится убить Гомера, если Барт не исцелит ногу Лубченко, чтобы тот выиграл игру. Барт соглашается помочь отцу, но во время бега нога Лубченко отрывается… и помогает спрингфилдцам выиграть матч. Ногу бедному футболисту пришивает доктор Хибберт, что окончательно завершает карьеру Барта как целителя.